# Magdalena Ufnal
Magdalena Ufnal (10 de noviembre de 1984) es una deportista polaca que compitió en halterofilia. Ganó una medalla de bronce en el Campeonato Europeo de Halterofilia de 2008, en la categoría de +75 kg.

## Palmarés internacional
| Campeonato Europeo | Campeonato Europeo          | Campeonato Europeo | Campeonato Europeo |
| Año                | Lugar                       | Medalla            | Categoría          |
| ------------------ | --------------------------- | ------------------ | ------------------ |
| 2008               | Lignano Sabbiadoro (Italia) | Medalla de bronce  | +75 kg             |